# Кавалуччи (печенье)
Каваллуччи (итал. cavallucci) — изысканная итальянская рождественская выпечка, приготовленная из аниса, грецких орехов, цукатов, кориандра и муки. Происходит из Сиены, название переводится примерно как «маленькие лошадки» . В этом итальянском бисквите традиционно используется тосканский мёд миллефиори в качестве основного ингредиента теста.

## История
Первоначально на печенье было нанесено изображение лошади (cavallo — «лошадь» по-итальянски) . Печенье, продаваемое сегодня, представляет собой улучшенную версию выпечки, которая восходит к временам правления Лоренцо Великолепного (1449–1492), когда они назывались biriquocoli .
С происхождением названия связано множество гипотез. По самой популярной версии, каваллуччи подавали путникам верхом на лошадях в качестве источника питания в дальних поездках . В том же ключе есть еще одно предположение, что почтовые работники, которые доставляли почту на большие расстояния, регулярно ели печенье . Кроме того, предполагается, что эти сладости были обычной закуской слуг, которые работали в конюшнях богатых итальянских аристократов в Сиене, городе, который прославился скачками .

## Подача
Выпечка обычно сопровождается сладкими десертными винами, такими как Vin Santo, и макается в вино перед употреблением .